# Monastero di Tabo
Il monastero di Tabo è un monastero del buddismo tibetano.

## Descrizione
Il monastero di Tabo è il più antico della valle dello Spiti, nel nord dell'India, nello stato dell'Himachal Pradesh. Si trova a un'altitudine pari a tremilatrecento metri sul livello del mare, tra le montagne himalayane, e dista una ventina di chilometri da Sichling.
Costruito nell'anno 996, il complesso è uno dei più grandi nella regione, e comprende otto templi che custodiscono affreschi molto antichi, e ventiré chörten. Vi sorge altresì una gigantesca Oṃ scolpita in pietra.
Il monastero di Tabo è considerato il più importante del buddismo tibetano al di fuori del Tibet, tanto che il XIV Dalai Lama intende trascorrervi l'ultimo periodo della sua vita.